# Bundesverband betriebliche Mobilität
Der Bundesverband betriebliche Mobilität e. V. (kurz BBM) ist ein deutscher Interessenverband von Fuhrpark- und Mobilitätsverantwortlichen mit Sitz in Mannheim. Der 2010 ursprünglich als Bundesverband Fuhrparkmanagement gegründete Verband arbeitet als Fachverband und unterstützt die Know-how-Entwicklung für ein modernes, nachhaltiges betriebliches Mobilitätsmanagement. Er vertritt die Interessen seiner Mitglieder und trägt zur Qualifizierung bei. Er war nach eigenen Angaben der erste von Fuhrparkverantwortlichen gegründete Verband in Deutschland.
Der Verband nimmt regelmäßig in Fachzeitschriften, zum Beispiel in der Zeitschrift Flottenmanagement, Stellung zu aktuellen Themen.

## Geschichte
Der Bundesverband betriebliche Mobilität ist mit rd. 650 Firmenmitgliedern (aller Branchen) das größte Netzwerk Deutschlands für betriebliches Mobilitätsmanagement. Er wurde am 27. Oktober 2010 als Bundesverband Fuhrparkmanagement gegründet. 2014 veröffentlichten die Dekra Akademie und der Bundesverband eine offizielle Prüfungsordnung für ihren Lehrgang zum zertifizierten Fuhrparkmanager. Mitte 2022 benannte sich der Bundesverband Fuhrparkmanagement in Bundesverband betriebliche Mobilität (BBM)um. Der Verband hat einen Qualifizierungsstandard für das Mobilitätsmanagement geschaffen und bildet seit 5 Jahren zertifizierte Mobilitätsmanager/Mobilitätsmanagerin (BBM)aus, bei dem die Zertifizierung ebenfalls nach einem vom Verband geschaffenen, hohen Standard erfolgt. Im Jahr 2024 veröffentlichte der Verband erstmals ein Standardwerk, Praxishandbuch betriebliche Mobilität (ISBN 978-3-00-080661-2).

## Ziele und Aufgaben
Der Bundesverband betriebliche Mobilität hat folgende Ziele und Aufgaben:
- Interessenvertretung für Mitglieder bei allen das Fuhrpark- und Mobilitätsmanagement betreffenden politischen Fragen
- Bereitstellung einer Plattform für Mitglieder, Förderungen von Erfahrungsaustausch
- Unterstützung seiner Mitglieder mit aktuellem Know-how für den Fuhrpark, beispielsweise durch Zugriff auf Dokumentvorlagen (z. B. Nutzungsverträge) und Vermittlung einer Rechts- oder Steuerauskunft
- Entwicklung und Pflege eines Qualifikationsprofils für das Fuhrparkmanagement und Unterstützung einer qualitativ vom Verband begleiteten Ausbildung zum zertifizierten Fuhrparkmanger (Dekra); Erstellung einer diesbezüglichen Prüfungsordnung in Zusammenarbeit mit der Dekra
- Unterstützung regionaler Gruppen und Initiativen von Fuhrparkmangern zur Entwicklung gemeinsamer Netzwerke

## Verbandsstruktur

### Mitglieder
Der Verband hat etwa 500 Unternehmens-Mitglieder (Stand Juni 2021) aus sämtlichen Wirtschaftsbereichen. Zahlreiche Kommunen und kommunale Betriebe sind dem Verband ebenfalls angeschlossen. Mitglieder sind unter anderem Unternehmen wie Axel Springer Services & Immobilien (Berlin), Bankhaus Metzler (Frankfurt am Main), Cancom (München), Kaefer (Bremen) und KPMG (Berlin) sowie beispielsweise der FC Schalke 04 (Gelsenkirchen).

### Organisation
Der Verband unterhält eine Geschäftsstelle am Sitz in Mannheim. Er ist in der Lobbyliste beim Deutschen Bundestag registriert. Neben dem Vorstand wird der Verband durch einen Geschäftsführer repräsentiert. Zusätzlich sind vier Fachreferenten für den Verband tätig.